# Concha García (artista)
Concha García (Santander, 1960) es una artista española que utiliza la escultura y las herramientas audiovisuales, apoyada por la literatura, como medio de expresión. Realiza sus obras en pequeña escala, obras situadas en el ámbito doméstico, donde los las personas construyen su vida día a día.

## Biografía
Es doctora en Bellas Artes por la Universidad Complutense de Madrid y miembro del IAC Instituto de Arte Contemporáneo. Su labor docente la realizó, en la Universidad del País Vasco y en la Escuela Superior de Diseño de Madrid. Socia de MAV Mujeres en las Artes Visuales. 
Su trabajo se denota por el frecuente uso de materiales frágiles tratando de acercarse de tal forma a la cotidianidad y las experiencias que conforman la vida sensitiva de cada individuo, donde el arte escultórico se crea a través de una renovación del lenguaje. Obteniendo un resultado cuasi poético debido a la cantidad de recursos literarios remitentes en cada una de sus obras.
Proyectos
- Y la vida va.
- Sólo el corazón tiene la sequedad de la piedra.
- La mirada asombrada.
- Desvelos del alma.
- En lo profundo del bosque.
- Tan cierto como el aire.
- De ti no quedan más que estos fragmentos rotos.

Residencias, Becas y Premios
- 2009 Premio Gregorio Prieto Fundación Arte (Primer Premio), Madrid.
- 1999 VI Premio Certamen Fundación Fútbol Profesional Arte en Escultura (Segundo Premio),Madrid.
- 1995 Colegio de España en París artista subvención, París.
- 1994 Marcelino Botín Fundación artista subvención, Santander, España.
- 1992 Premio de Grabado de Madrid (primer Premio), Madrid.
- 1991 Bienal Internacional Julio Prieto Nespereira Premio de grabado (primer Premio), Orense, España.
- 1984 Escuela Española de Bellas Artes en Roma subvención artista, Roma.

Exposiciones Individuales
- 2021 Y LA VIDA VA, Galería Daniel Cuevas. Madrid.
- 2015 LA PIEL DEL MAR, Museo Patio Herreriano, Valladolid, Spain.
- 2012 LA MIRADA ASOMBRADA, Galería Pilar Serra, Madrid.
- 2011 DESVELOS DEL ALMA, Galería Marlborough, Madrid.
- 2010 SOTILEZA, Rampa Sotileza, Santander.
- 2009 EN LO PROFUNDO DEL BOSQUE, Galería Fúcares, Madrid.
- 2008 TAN CIERTO COMO EL AIRE (cat.), Capilla de la Trinidad, Museo Barjola, Gijón, Spain.
- DE TI NO QUEDAN MÁS QUE ESTOS FRAGMENTOS ROTOS (cat.), Galería Siboney,
- Santander, Spain.
- 2007 LASALADESER, Galería Estiarte, Madrid.
- 2006 EL PUENTE DE LA VISIÓN (cat.), Sala exposiciones Caja de Cantabria, Santander, Spain.
- 2005 CONCHA GARCÍA, Galería Canem, Castellón, Spain.
- 2004 UNA AGUJA EN UN PAJAR (cat.), Galería Fúcares, Madrid.
- RAZONES QUE ME OCUPAN, Galería Espacio Líquido, Gijón, Spain.
- 2002 LA JAULA DE MIS SUEÑOS (cat.), Sala Luz Norte, Santander, Spain.
- 2000 CONCHA GARCÍA, Galería Ad Hoc, Vigo, Spain.
- 1999 HACER LA CASA (cat.), Galería Fúcares, Madrid.
- 1998 EL GUSANO DE SEDA (cat.), Museo de Bellas Artes de Santander, Santander, Spain.
- EL GUSANO DE SEDA, Galería Fúcares, Almagro, Spain.
- 1995 CONCHA GARCÍA (cat.), Galería Fúcares, Madrid.